# Robot Holocaust
Robot Holocaust is een Amerikaans-Italiaanse film uit 1986. De film werd geregisseerd en geschreven door Tim Kincaid. Hoofdrollen werden vertolkt door Norris Culf, Nadine Hartstein en Joel Buzz Von Ornsteiner.

## Verhaal
De film speelt zich af in een apocalyptische toekomst. De menselijke beschaving is verwoest door robots onder bevel van de sinistere “Dark One”, een superintelligente robot.
Centraal staat Neo, ene zwerver die op een dag bij een fabriek arriveert samen met zijn robothelper. Hier vindt hij slaven die werken voor de Dark One. Hij ontmoet een vrouw wier vader, een wetenschapper, is gevangen. Hij heeft blijkbaar een apparaat uitgevonden dat de macht van de Dark One kan breken. Neo wordt door haar overgehaald haar vader te gaan redden, zodat ze de Dark One kunnen verslaan.

## Rolverdeling
| Acteur            | Personage           |
| ----------------- | ------------------- |
| Donna Martell     | Col. Briteis        |
| Hayden Rorke      | Gen. 'Pappy' Greene |
| Ross Ford         | Maj. Bill Moore     |
| Larry Johns       | Dr. Wernher         |
| Herb Jacobs       | Mr. Roundtree       |
| Barbara Morrison  | Polly Prattles      |
| Ernestine Barrier | Madame President    |
| James Craven      | Commdr. Carlson     |
| John Hedloe       | Adjutant            |
| Peter Adams       | Capt. Carmody       |

## Achtergrond
De Italiaanse titel van de film is “I Robot conquistano il mondo”.
De film werd bespot in de televisieserie Mystery Science Theater 3000.